# Walasse Ting

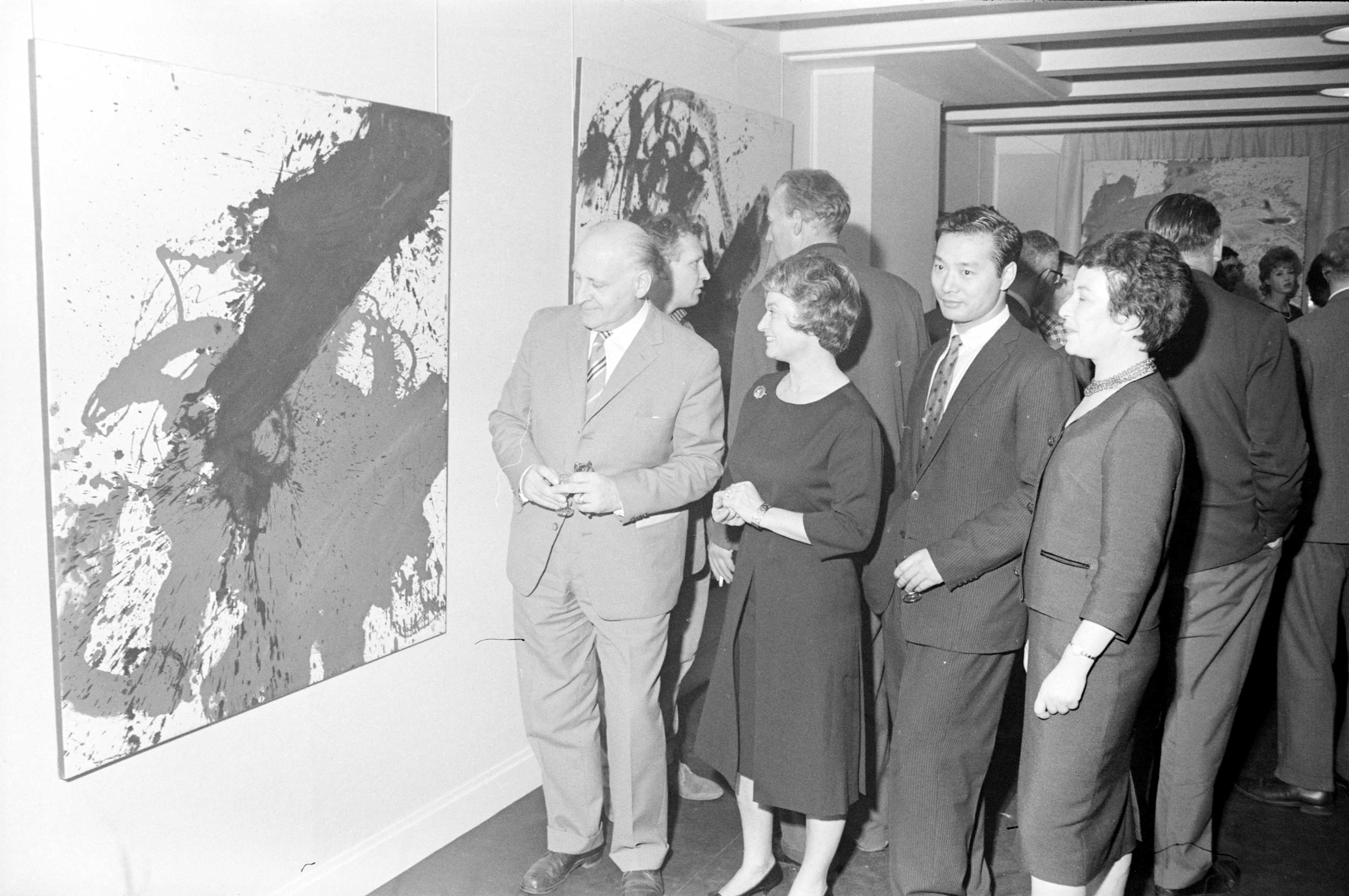
Walasse Ting mit solo-expo in galerie Espace, A'dam 1960

Walasse Ting (chinesisch 丁雄泉, Pinyin Dīng Xióngquán, W.-G. Ting Hsiung-ch'üan; * 13. Oktober 1929 in Shanghai; † 17. Mai 2010 in New York City) war ein chinesisch-amerikanischer Künstler und Dichter. Manchmal benutzt man seinen chinesischen Namen „丁雄泉“ oder eine seiner Transkriptionen: Ding Xiongquan oder Ting Hsiung-ch'üan.

## Leben
Ting wurde 1929 in Shanghai geboren. 1946 zog er nach Hongkong und wohnte dort einige Jahre. 1952 zog er nach Paris und lernte dort Künstler wie Karel Appel, Asger Jorn und Pierre Alechinsky kennen, die alle Mitglieder der CoBrA Gruppe waren. Später zog er nach New York, wo er Inspirationen für seine Malerei in der Pop Art und im abstrakten Expressionismus fand. Er begann als abstrakter Künstler, aber die meisten seiner Werke seit Mitte der 1970er Jahre sind populär figürlich. Es sind häufig  großformatige Arbeiten mit großen Farbflächen. Ting hat mit Acrylfarben gemalt. Ting lebte wechselweise in Amsterdam und New York.

## Werk
Mit seinen farbenreichen Gemälden hat er ein breites Publikum angesprochen. Frauenakte, ferner Katzen, Vögel und andere Tiere sind typische Themen in seinen Werken. Ting hat 13 Bücher herausgegeben. Um die amerikanische und französische Kunst der 1960er Jahre darzustellen und gleichzeitig seine Dichtung zu veröffentlichen, wurde er Herausgeber von „One Cent Life“, einem großformatigen Portfolio mit 62 losen Lithografien von 28 Künstlern, unter anderem von Andy Warhol, Roy Lichtenstein, Tom Wesselmann, James Rosenquist, Asger Jorn, Pierre Alechinsky, Karel Appel, Kiki Kogelnik, Joan Mitchell und Sam Francis. Es erschien 1964 bei Eberhard W. Kornfeld in Bern. Die enthaltenen Gedichte Tings erschienen in mehrfarbiger Typographie, die in der grafischen Gestaltung ihrer Zeit weit voraus war.

## Präsenz in Ausstellungen
Werke von Ting sind in vielen Sammlungen zu sehen, zum Beispiel im Guggenheim Museum, New York; Museum of Modern Art, New York; Art Institute of Chicago; Tate Modern, London; Centre Pompidou, París und im Hong Kong Museum of Art.

## Auszeichnungen
1970 hat er eine Guggenheim Fellowship für Zeichnen gewonnen.